# Jorge Arturo Reina Idiáquez
Jorge Arturo Reina Idiáquez (né le 21 mars 1935 à Tegucigalpa)  est un diplomate et homme politique hondurien. Il est le frère de l'ancien président Carlos Roberto Reina.

## Biographie
De 1990 à 2006, il est membre du Congrès national du Honduras (assemblée législative). De 2006 à 2007, il intègre le gouvernement en tant que ministre de l'Intérieur. 
En 2008, Reina devient ambassadeur du Honduras auprès des Nations unies.